# Force aérienne de Hongrie
La force aérienne de Hongrie (en hongrois : Magyar Légierő) est une branche des Forces armées hongroises. Elle a pour mission la protection de l'espace aérien hongrois et la souveraineté de la Hongrie.

## Historique

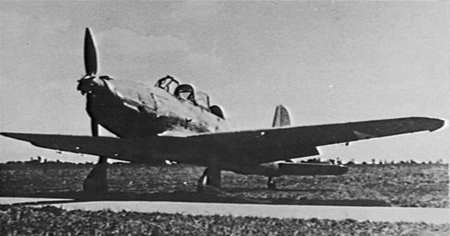
Avion d'entraînement Arado Ar 96 hongrois en Allemagne, en 1945

Au sortir de la Première Guerre mondiale est créé sur les restes de l'Armée de l'air Impériale et Royale de l'Autriche-Hongrie un embryon d'armée de l'air exploitant les avions sortis des usines hongroises et des écoles de formation. Cette armée de l'air s'effondre avec la chute de l'éphémère République des conseils de Hongrie (1919).
En vertu du Traité de Trianon (1920), la Hongrie a interdiction de posséder des avions militaires. Cependant, une branche aérienne secrète est progressivement mise en place sous le couvert d'aéro-clubs civils. À la suite de l'accord de Bled (1938), l'existence de l'Armée de l'Air Royale Hongroise (Magyar Királyi Honvéd Légierő (MKHL)) est officielle et les forces aériennes sont réorganisées et élargies.
L'amiral Miklós Horthy, régent du royaume, prévoit que l'Armée de l'air devienne un service indépendant, avec effet au premier septembre 1939. Le colonel Ferenc Feketehalmy-Czeydner (en) est nommé chef du service de l'Air au sein du ministère de l'armée, le Major-général Waldemár Kenese devient Inspecteur des Forces Aériennes, le colonel Ferenc Szentnémedy chef d'état-major et le colonel László Háry (en) chef de l'Armée de l'Air Royale Hongroise.
L'Armée de l'air participe à des affrontements avec la nouvelle République slovaque et avec le royaume de Roumanie. En avril 1941, des opérations sont menées en soutien de l'invasion allemande en Yougoslavie. Le 27 juin 1941, la Hongrie déclare la guerre à l'Union soviétique.
En 1940, la décision est prise de réunir l'armée de l'air, les forces anti-aériennes et les organisations civiles de défense aérienne sous un même centre de commandement. Cela est effectif le 3 janvier 1941. Le général András Littay (en) devient chef du sous-département de l'Air et le colonel Géza Vörös chef de l'état-major général de l'Air. Le premier juin 1941, le Corps de défense aérien est créé et le lieutenant-général Béla Rákosi devient commandant en chef de l'Armée de l'air. L'Armée de l'air fait ainsi une fois de plus partie de l'armée.
À l'été 1942, une brigade aérienne est attachée au VIII. Fliegerkorps de la Luftwaffe sur le Front de l'Est. Au début du mois de mars 1944, les Alliés commencent à bombarder la Hongrie. Vers la fin de l'année 1944, tous les efforts se concentrent, en vain, sur l'Armée rouge. Tous les combats en Hongrie se terminent le 16 avril 1945.
Une petite armée de l'air est organisée sur le modèle soviétique en 1947. Après la prise de pouvoir communiste, l'aide militaire russe se renforce et un important programme d'expansion est lancé. Lorsque les forces soviétiques envahissent la Hongrie afin de réprimer la révolution hongroise de 1956, des sections de l'Armée de l'air hongroise attaquent les forces soviétiques et résistent aux tentatives russes d'occuper leurs bases. Face à la puissance soviétique, la résistance est de courte durée et l'armée de l'air entière est démobilisée peu après. Elle est recréée l'année suivante mais seulement comme une force de sécurité intérieure. Le pays devenant peu à peu plus stable, l'armée de l'air est à nouveau élargie à partir de 1959, tout en restant une partie intégrante de l'armée et essentiellement une force défensive. Les Soviétiques ont gardé des MiG-29 basés à Tököl jusqu'en 1991.
En 1993 sont livrés trois lots de MiG-29 par la Russie. En 1994, l'Allemagne offre à la Hongrie 20 Mi-24 et 20 L-39. En 1997 sont retirés du service les MIG-23 et les Su-22. Au cours des années 1990, tous les avions de combat ont été équipés avec de nouveaux systèmes d'"identification ami ou ennemi" (IFF) pour permettre des opérations dans l'espace aérien de l'Ouest. En avril 2002, la Hongrie a rejoint le programme de l'OTAN d'entraînement des pilotes ("NATO Flying Training in Canada" (NFTC)).

## Équipement actuel
[Quand ?]
La source d'information de l'inventaire est l'article wikipedia hongrois de l'armée de l'air hongroise, qui est très à jour.
| Modèle                      | Photo  | Origine                          | Type                                | Versions        | En service actif | Notes |
| Combat                      | Combat | Combat                           | Combat                              | Combat          | Combat           | Combat |
| --------------------------- | ------ | -------------------------------- | ----------------------------------- | --------------- | ---------------- | --- |
| Saab JAS 39 Gripen          |        | Suède                            | combatentraînement                  | JAS 39C JAS 39D | 12 2             | Selon un contrat signé en 2021 avec SAAB : les avions Gripen seront mis à niveau : un nouveau logiciel MS20 bloc 2, un radar Mk.4 mis à niveau seront installés et de nouvelles armes seront ajoutées à son inventaire. Le Gripen sera le principal avion de chasse de la Hongrie jusque dans les années 2030. |
| Transport                   |        |                                  |                                     |                 |                  | |
| Boeing C-17 Globemaster III |        | États-Unis                       | transport stratégique de l'OTAN     | C-17A           | 3                | Unité de transport lourd dans le cadre de l'OTAN. |
| KC-390                      |        | Brésil                           | transport tactique                  | KC-390          | 2                | La Hongrie a commandé deux avions en 2020. Livraison du premier le 5 septembre 2024 |
| A319                        |        | France                           | Transport / MEDEVAC                 | A319-100        | 2                | |
| Dassault Falcon 7X          |        | France                           | transport VIP                       | FA7X            | 2                | [ 3 ] |
| Entraînement                |        |                                  |                                     |                 |                  | |
| Zlin Z-242L                 |        | République tchèque               | entraînement                        | Z-242L          | 2                | |
| Zlin Z-143LSi               |        | République tchèque               | entraînement                        | Z-143LSi        | 6                | |
| Hélicoptère                 |        |                                  |                                     |                 |                  | |
| Mil Mi-24                   |        | Union soviétique Russie          | hélicoptère d'attaque               | Mi-24V Mi-24P   | 8                | |
| Mil Mi-17                   |        | Union soviétique                 | hélicoptère de transport            | Mi-17           | 5 Mi-17          | Tous les hélicoptères Mi-8 ont été retirés du service actif en 2020 |
| Mil Mi-8                    |        | Union soviétique Finlande Russie | hélicoptère de transport            | Mi-8            | 5 Mi-17          | Tous les hélicoptères Mi-8 ont été retirés du service actif en 2020 |
| Airbus H225M Caracal        |        | Union européenne                 | Hélicoptère de manœuvre et d'assaut | H225M           | 0 (16)           | 16 commandés le 14 décembre 2018 équipés du système d'armes HForce. Les deux premiers sont livrés le 18 juillet 2023, les derniers devant l'être en 2025 |
| Airbus H145M                |        | Union européenne                 | Hélicoptère utilitaire              | H145M           | 20               | 20 commandés en juillet 2018 équipés du système d'armes HForce. Tous les H145M sont entrés en service fin 2021 |
| Drone                       |        |                                  |                                     |                 |                  | |
| Elbit Skylark               |        | Israël                           | Drone                               | Skylark I       | 9                | Un a été abattu au combat en Afghanistan. |

## Base aérienne
Il y a trois bases aériennes militaires en Hongrie : 
- base aérienne de Kecskemét
- base aérienne de Szolnok
- base aérienne de Pápa. Y sont basés les trois McDonnell Douglas C-17 Globemaster III de l'Unité de transport lourd dans le cadre de l'OTAN.

## Escadres aériennes
- 59e Escadre tactique "Dezső Szentgyörgyi (en)" (59. " Szentgyörgyi Dezső" Harcászati Repülőbázis), basée à Kecskemét.
  - Escadron tactique 'Puma' ('Puma' Harcászati Repülőszázad)
  - Escadron de Transport Aéroporté (Szállító Repülőszázad)
- 86e Escadron d'hélicoptères "Szolnok" (86. Helikopterezred) basé à Szolnok.
  - Bataillon de Transport Héliporté (Szállitóhelikopter Zászlóalj)
  - Bataillon d'Hélicoptère d'Attaque (Harcihelikopter Zászlóalj) (dissout ; en voie de réorganisation avec le précédent bataillon)
- 12e Régiment de Missile Aérien (12. Légvédelmi Rakétaezred)
- 1er Bataillon de Logistique et de Support (1. Logisztikai és Támogató Zászlóalj)
- 54e Régiment de Radar "Veszprém" (MH 54. Veszprém Radarezred)

## Galerie

### Cocardes

Cocarde de l'Armée de l'air de la République démocratique hongroise en 1919.
Seconde cocarde de l'Armée de l'air rouge, 1919.
Troisième cocarde de l'Armée de l'air rouge, 1919.
Cocarde de l'Armée de l'air royale hongroise entre 1938 et 1941.
Cocarde de l'Armée de l'air royale hongroise entre 1942 et 1945.
Cocarde de l'Armée de l'air de la deuxième République de Hongrie entre 1948 et 1949.
Cocarde de l'Armée de l'air de la République populaire de Hongrie entre 1949 et 1951.
Cocarde de l'Armée de l'air hongroise entre 1951 et 1990.
Cocarde de l'Armée de l'air hongroise entre 1990 et 1991.
Cocarde de l'Armée de l'air hongroise depuis 1991.
Cocarde de l'Armée de l'air hongroise, version de faible visibilité

### Appareils

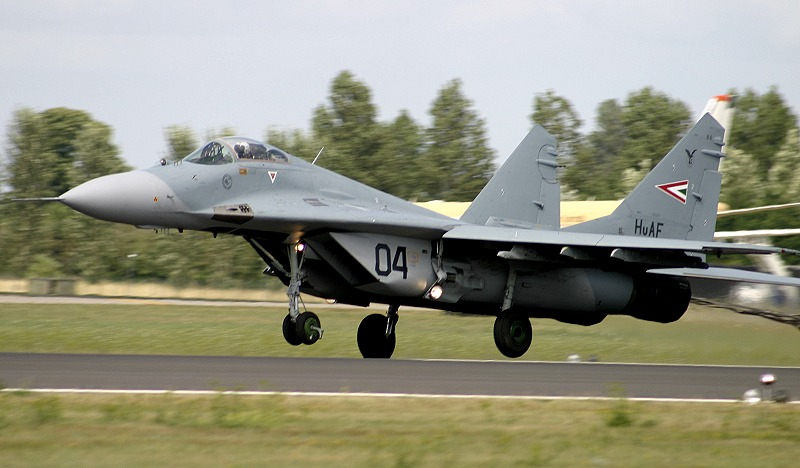
MiG-29A en 2004. Actuellement retirés du service.
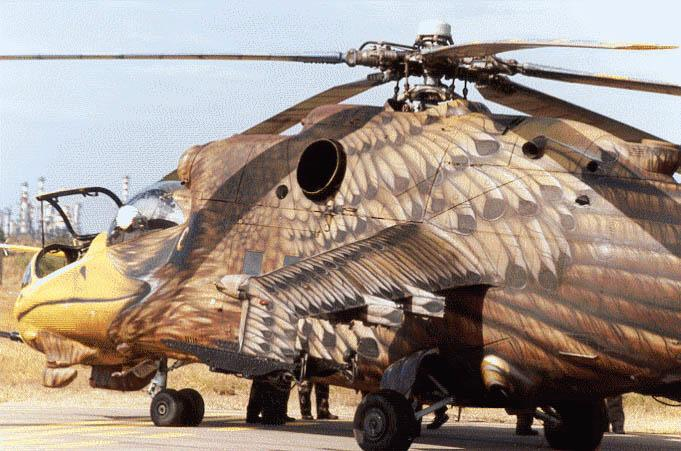
Mil Mi-24 en 2005. Retirés du service en 2013.
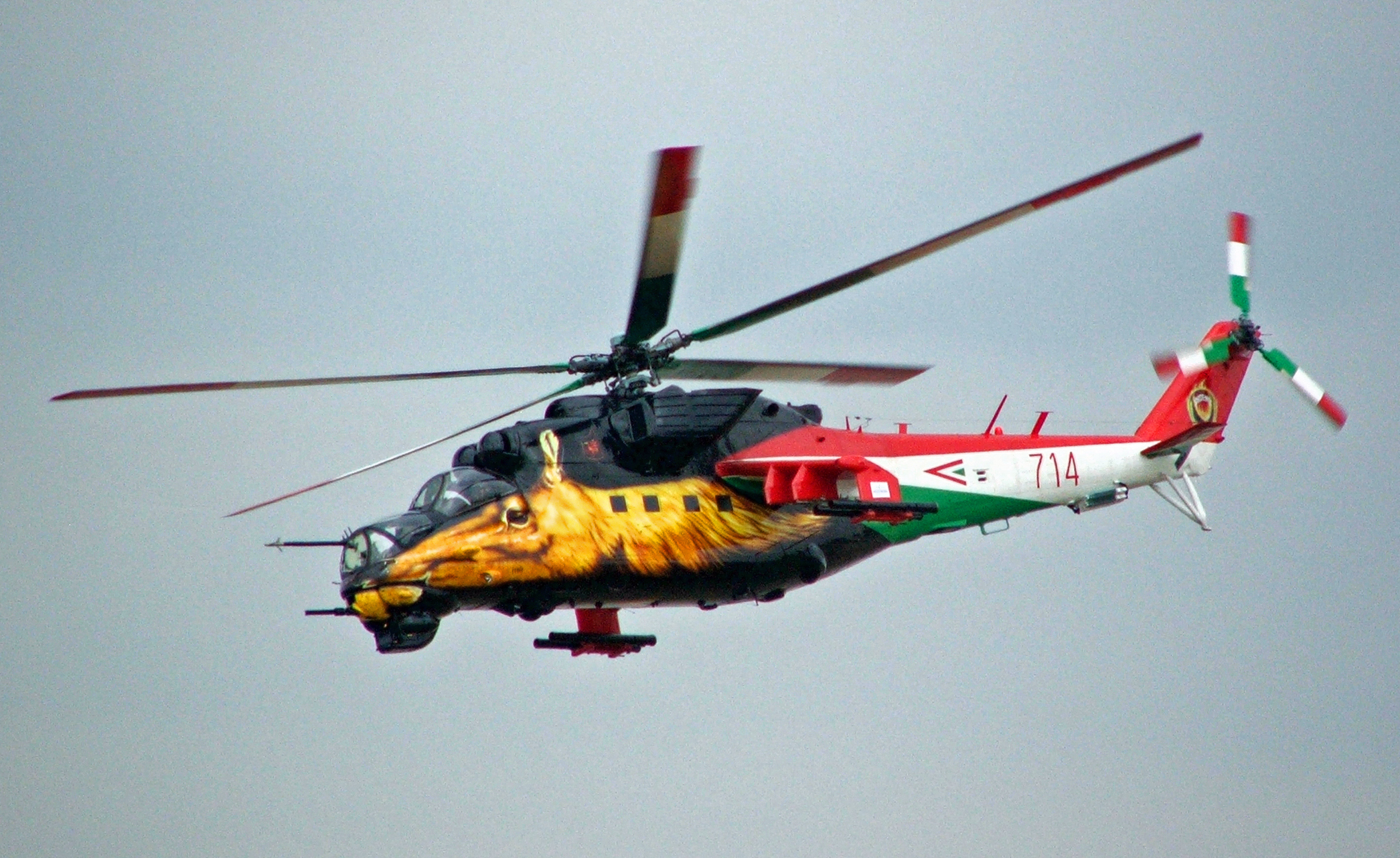
Mil Mi-24 au show aérien de Kecskemét en 2007.
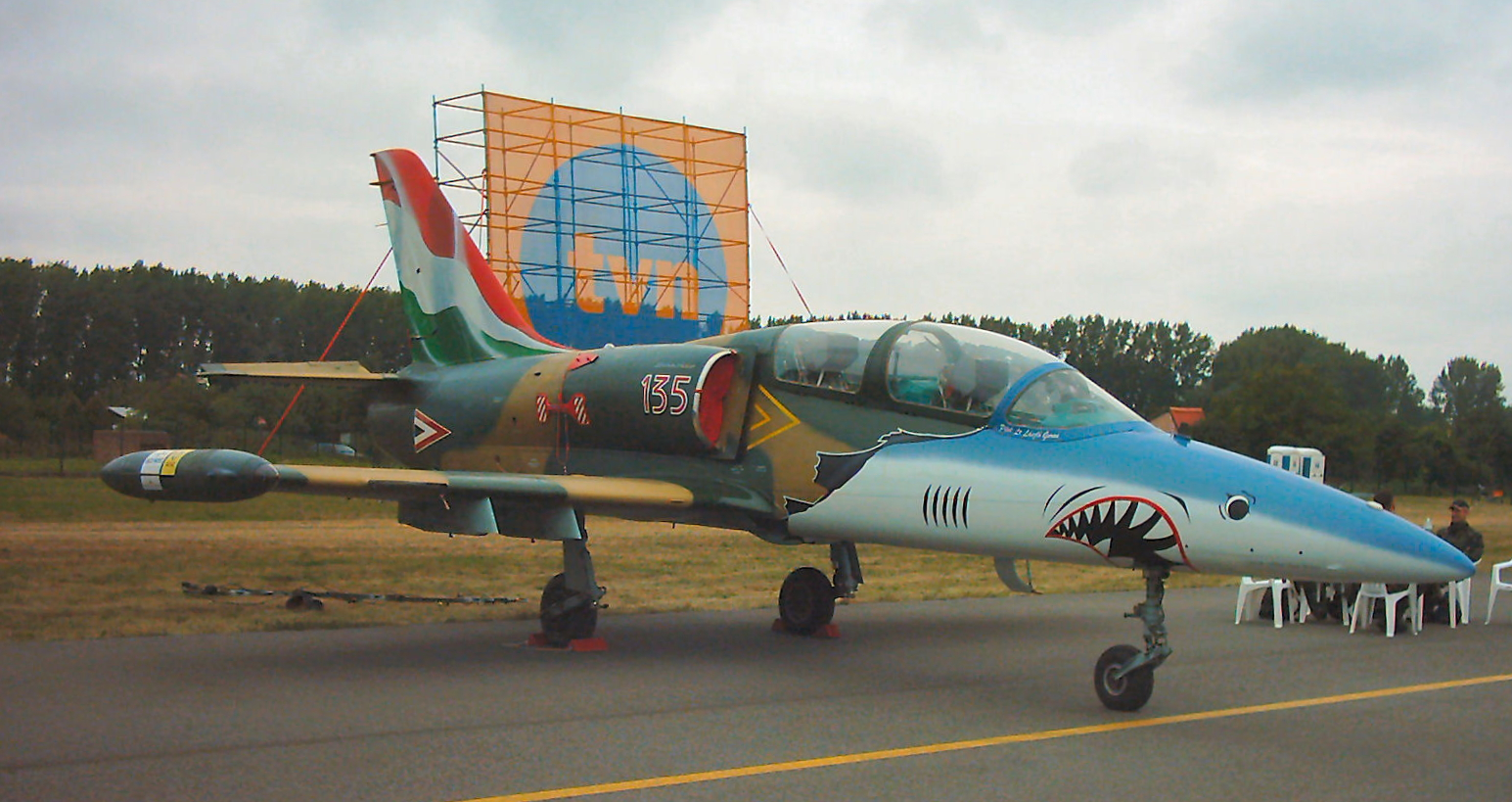
Aero L-39 Albatros, 2007
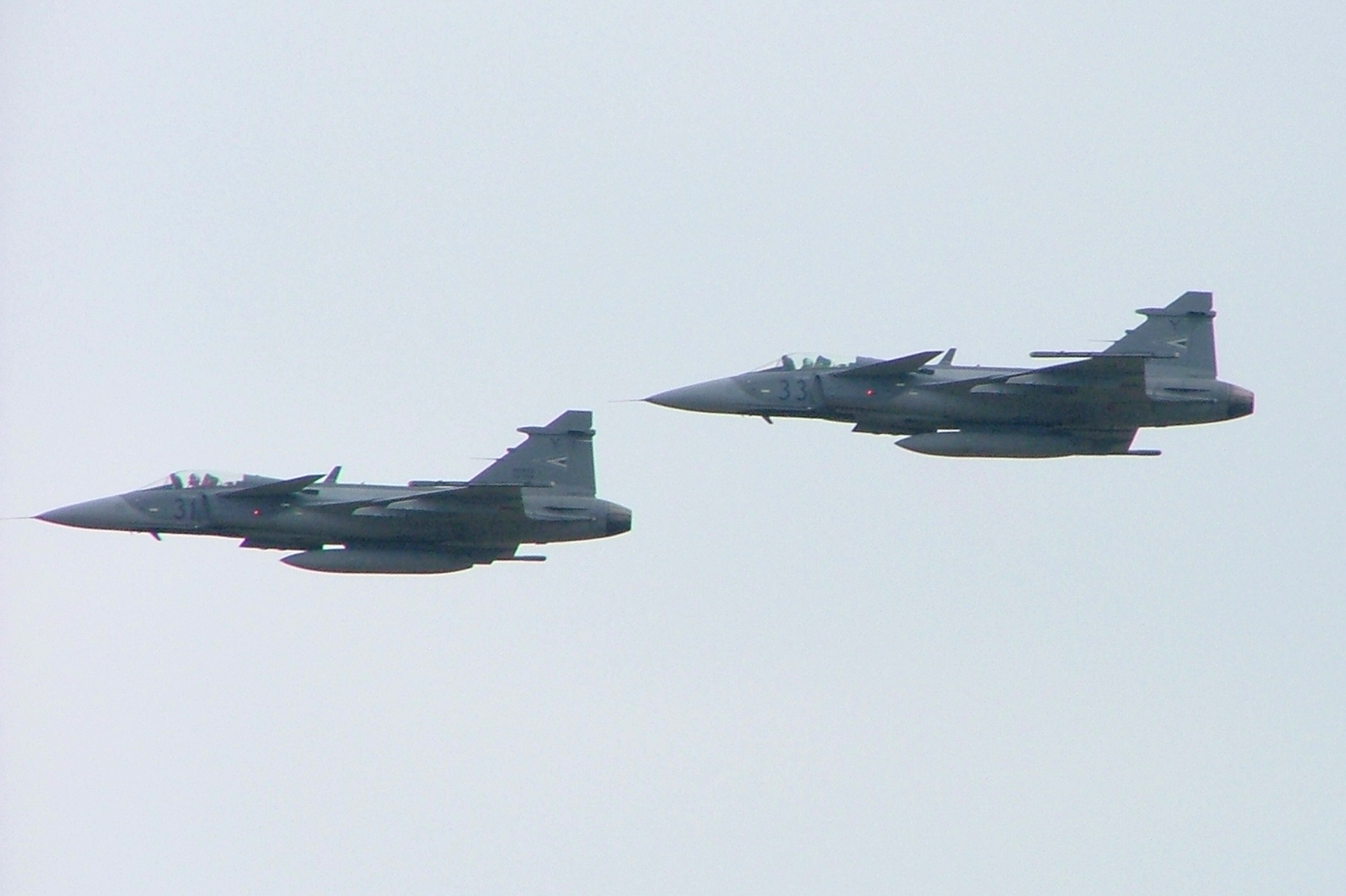
Saab JAS 39 Gripen, show aérien de Kecskemét, 2007
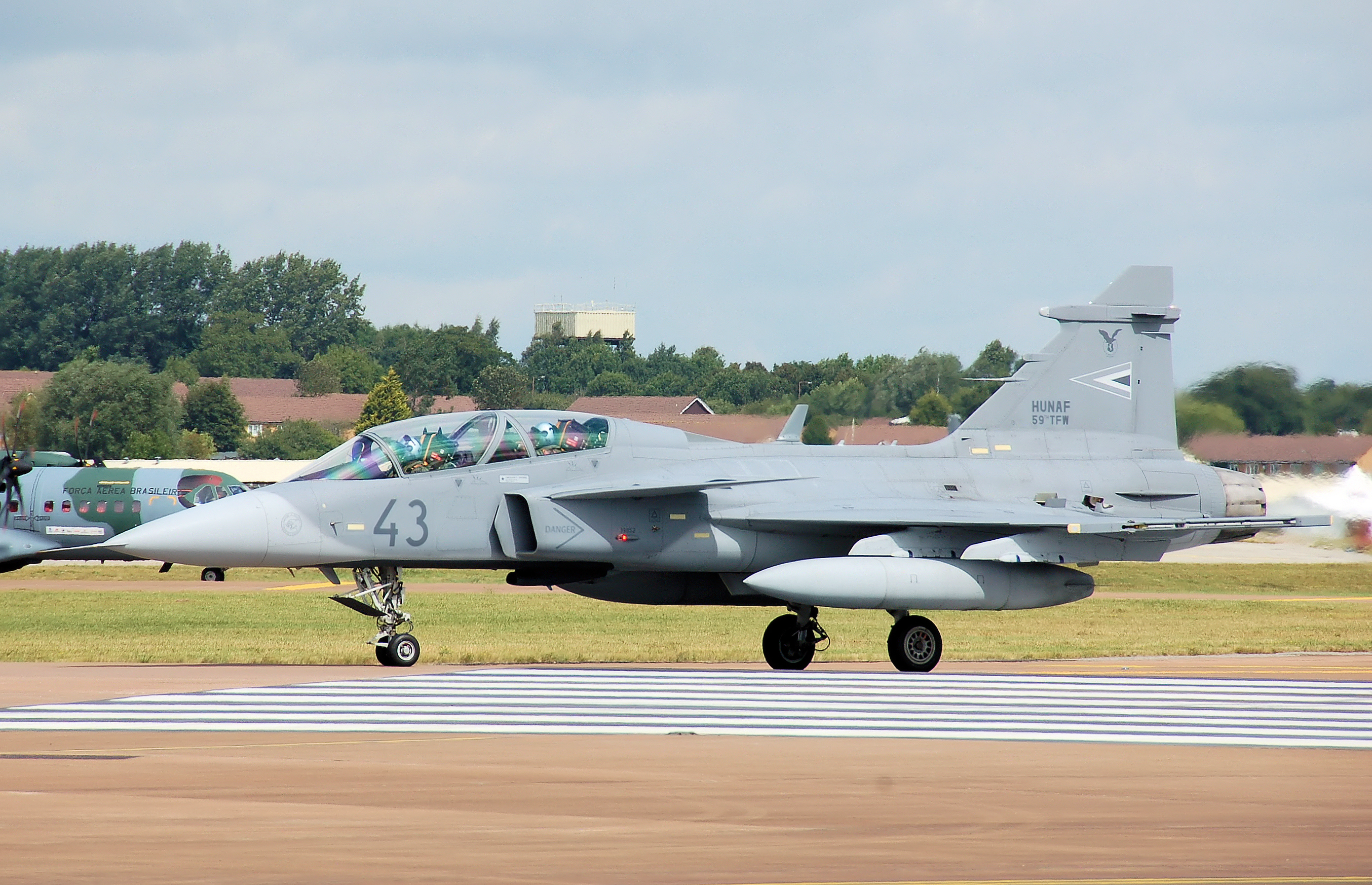
Saab 39 Gripen D en 2009.